# DHC in het seizoen 1957/58
Het seizoen 1957/1958 was het derde jaar in het bestaan van de Delftse betaaldvoetbalclub DHC. De club kwam uit in de Tweede divisie A en eindigde daarin op de 14e plaats. Tevens deed de club mee aan het toernooi om de KNVB beker, hierin werd in de eerste ronde, op basis van uitdoelpunten, verloren van Neptunus (3–3).

## Wedstrijdstatistieken

### Tweede divisie A
|       | Baronie | DOSKO | EBOH  | Emma  | 't Gooi | Hilversum | LONGA | ONA   | UVS   | De Valk | Wilhelmina | Zeist | ZFC   |
| ----- | ------- | ----- | ----- | ----- | ------- | --------- | ----- | ----- | ----- | ------- | ---------- | ----- | ----- |
| Thuis | 5 – 3   | 0 – 0 | 2 – 1 | 0 – 1 | 3 – 1   | 2 – 2     | 1 – 1 | 1 – 1 | 0 – 3 | 1 – 1   | 2 – 1      | 2 – 4 | 1 – 3 |
| Uit   | 4 – 1   | 3 – 1 | 1 – 1 | 1 – 0 | 2 – 2   | 4 – 0     | 5 – 1 | 3 – 2 | 1 – 0 | 2 – 0   | 5 – 1      | 3 – 0 | 3 – 0 |

### KNVB beker
| 1e ronde                                          | DHC      | 3 – 3 | Neptunus |
| 26 december 1957 Plaats: Delft Laan van Vollering | Onbekend |       | Onbekend |

## Statistieken DHC 1957/1958

### Eindstand DHC in de Nederlandse Tweede divisie A 1957 / 1958
| Stand | Gespeeld | Gewonnen | Gelijk | Verloren | Punten | Doelpunten voor | Doelpunten tegen |
| ----- | -------- | -------- | ------ | -------- | ------ | --------------- | ---------------- |
| 14e   | 26       | 4        | 7      | 15       | 15     | 29              | 59               |

### Topscorers
| #      | Naam                    | Goal |
| ------ | ----------------------- | ---- |
| 1.     | Janus van der Gijp      | 9    |
| 2.     | Gerard van der Klooster | 3    |
| 2.     | Jan van Miert           | 3    |
| 2.     | Chris Willemsen         | 3    |
| 4.     | Paul Collombon          | 2    |
| 4.     | Cor van Galen           | 2    |
| 4.     | Wim Noordam             | 2    |
| 8.     | Wim Bodde               | 1    |
| 8.     | Piet Boekee             | 1    |
| 8.     | Willem van Buuren       | 1    |
| 8.     | Piet van Miert          | 1    |
| 8.     | Zoltán Molnár           | 1    |
| Totaal | Totaal                  | 29   |

| #                   | Naam                | Goal                |
| Onbekend doelpunten | Onbekend doelpunten | Onbekend doelpunten |
| ------------------- | ------------------- | ------------------- |
| 1.                  | Tegen Neptunus      | 3                   |
| Totaal              | Totaal              | 3                   |